# هلسینکی ۱۴۹۵
سیارک ۱۴۹۵ (به انگلیسی: 1495 Helsinki، نامگذاری:1938SW) هزار و چهارصد و نود و پنجمین سیارک کشف شده‌است که در ۲۱ سپتامبر ۱۹۳۸ کشف شد.
قدر مطلق سیارک برابر ۱۱٫۶۰ است.